# Mashle
Mashle (マッシュル-MASHLE-, Masshuru) é uma série de mangá japonesa de Hajime Kōmoto. Os capítulos são serializados na Weekly Shōnen Jump desde janeiro de 2020. Em outubro de 2023, a série foi coletada em dezoito volumes tankōbon.

## Enredo
Situado em um mundo mágico em que a posição de um indivíduo dentro da sociedade é definida pelo poder e habilidade com a magia, Mash Burnedead é um jovem sem um grama de magia em seu sangue. Para viver uma vida pacífica com seu pai adotivo, Regro, Mash precisará se tornar um Visionário Divino (神覚者, Shinkakusha), um título que só é dado a estudantes excepcionais da Easton Magic Academy. Apesar de não ter nenhum tipo de magia, Mash vai para a escola de magia, determinado a sobreviver e mostrar ao mundo que os músculos podem vencer a magia.

## Meios de comunicação

### Mangá
Mashle: Magic and Muscles, escrito e ilustrado por Hajime Komoto, começou no Weekly Shōnen Jump da Shueisha em 27 de janeiro de 2020. A Shueisha coletou seus capítulos em volumes individuais de tankōbon. O primeiro volume foi lançado em 4 de junho de 2020. Em 4 de outubro de 2023, dezoito volumes foram lançados.
O mangá é serializado digitalmente pela Viz Media e Manga Plus em inglês. Em outubro de 2020, a Viz Media anunciou a publicação impressa e digital do mangá e o primeiro volume foi publicado em 6 de julho de 2021.
O mangá de Mashle foi finalizado no dia 29 de maio de 2023, no capítulo 162, na 31ª edição da revista Shounen Jump. A Shueisha irá publicar o 18º e último volume, junto com um fanbook, no dia 4 de outubro.

#### Lista de Volumes
| N.º | Data de lançamento     | ISBN              |
| --- | ---------------------- | ----------------- |
| 1   | 4 de junho de 2020     | 978-4-08-882329-4 |
| 2   | 4 de agosto de 2020    | 978-4-08-882377-5 |
| 3   | 2 de outubro de 2020   | 978-4-08-882425-3 |
| 4   | 4 de janeiro de 2021   | 978-4-08-882526-7 |
| 5   | 4 de março de 2021     | 978-4-08-882575-5 |
| 6   | 30 de abril de 2021    | 978-4-08-882639-4 |
| 7   | 4 de agosto de 2021    | 978-4-08-882728-5 |
| 8   | 4 de outubro de 2021   | 978-4-08-882787-2 |
| 9   | 3 de dezembro de 2021  | 978-4-08-882844-2 |
| 10  | 4 de março de 2022     | 978-4-08-883036-0 |
| 11  | 2 de maio de 2022      | 978-4-08-883097-1 |
| 12  | 4 de julho de 2022     | 978-4-08-883159-6 |
| 13  | 4 de outubro de 2022   | 978-4-08-883258-6 |
| 14  | 2 de dezembro de 2022  | 978-4-08-883403-0 |
| 15  | 3 de fevereiro de 2023 | 978-4-08-883426-9 |
| 16  | 4 de abril de 2023     | 978-4-08-883447-4 |
| 17  | 4 de julho de 2023     | 978-4-08-883568-6 |
| 18  | 4 de outubro de 2023   | 978-4-08-883668-3 |

### Anime
Uma adaptação para anime foi anunciada em julho de 2022. A série é produzida pela A-1 Pictures e dirigida por Tomoya Tanaka, com roteiros escritos por Yōsuke Kuroda, desenhos de personagens de Hisashi Toshima e música composta por Masaru Yokoyama. De acordo com o site oficial da série, será uma adaptação de anime “completa”.
A Aniplex of America revelou uma versão em inglês do vídeo de anúncio em seu painel da Anime Expo em 3 de julho de 2022.
A primeira temporada de Mashle estreou em abril de 2023, e teve 12 episódios. 
A segunda temporada Arco do Exame para Candidatos a Visionário Divino de Mashle estreou em janeiro de 2024, e teve 12 episódios. Esse arco gira em torno do processo de exame para selecionar os próximos Visionários Divinos, indivíduos considerados os usuários de magia mais poderosos e que ocupam uma posição de prestígio no mundo mágico. Mash depende de sua força física extraordinária e pura determinação para competir contra usuários de magia altamente habilidosos e poderosos. O Exame para Visionário Divino envolve uma série de desafios intensos e competitivos, projetados para testar as habilidades mágicas, inteligência e qualidades de liderança dos candidatos.
| N. | Data de lançamento      | Título                                            |
| -- | ----------------------- | ------------------------------------------------- |
| 1  | 6 de janeiro de 2024    | Mash Burnedead e os visionários divinos           |
| 2  | 13 de janeiro de 2024   | Mash Burnedead e a terra natal                    |
| 3  | 20 de janeiro de 2024   | Rayne Ames e o poder escolhido por Deus           |
| 4  | 27 de janeiro de 2024   | Mash Burnedead e o balão rígido                   |
| 5  | 03 de fevereiro de 2024 | Finn Ames e amigos                                |
| 6  | 17 de fevereiro de 2024 | Mash Burnedead olha para lá                       |
| 7  | 24 de fevereiro de 2024 | Mash Burnedead e a magia do som                   |
| 8  | 2 de março de 2024      | Mash Burnedead e a torre colossal                 |
| 9  | 9 de março de 2024      | Wahlberg Baigan e a magia das sombras             |
| 10 | 16 de março de 2024     | Wahlberg Baigan e o maior dos perigos             |
| 11 | 23 de março de 2024     | Mash Burnedead e a origem do mais forte dos magos |
| 12 | 30 de março de 2024     | Mash Burnedead e bons amigos                      |